# 岡野良定
岡野 良定（おかの よしさだ、1916年9月10日 - 2008年1月30日）は、実業家、元三菱自動車工業会長。サッカー選手、サッカー指導者、三菱重工業サッカー部（現：浦和レッズ）創設者、初代監督。選手時代のポジションはフォワード。　

## 経歴
広島県広島市白島（現：中区白島）出身。広島一中（現：広島県立国泰寺高校）、広島高等学校卒業。一中時代からサッカー一筋で一中の2つ上の先輩にのちに東洋工業サッカー部を創設する山崎芳樹がいる。広高時代、1938年の第14回全国高等学校ア式蹴球大会では主将・フォワードとしてチームを優勝に導く。京都帝国大学経済学部進学後も蹴球部で活躍、1941年卒業。同年、三菱重工業入社。間もなく応召し、終戦後シベリア抑留を経て1948年復員。
1950年、戦後すぐに三菱重工が分社化されたことにより、神戸市に本社を置いた中日本重工でサッカー部を創部し、選手兼任監督としてチームを強化、生駒友彦ら関西学院大学OBらを率いて1956年全国都市対抗で準優勝に導く。1958年、新三菱重工が本社を東京に移転したため1960年、サッカー部を東京本社に移し島田秀夫らとサッカー部を育成。翌1959年、全日本実業団選手権で再び準優勝し実業団トップクラスのチームとした。1965年、日本サッカーリーグ初年度の監督を務め、一年で監督を退任するが、その後もサッカー部長や相談役としてチーム強化に尽力。片山洋を熱心に誘い、入社試験が終わっていた横山謙三を一転、350円のカツ丼で杉山隆一を三菱重工サッカー部に入れたのは岡野であった。サッカー部のプロ化を控えた1990年には三菱自動車工業（以下、三菱自工）の副社長を務めており、サッカー部の三菱自工移管、その後の浦和レッドダイヤモンズ発足にも森孝慈らの後進を支援し、1992年から2001年まで浦和レッズ取締役会長、相談役を務めた。岡野はサッカーだけでなく三菱グループ全体のスポーツを強力にバックアップしたといわれる。
浦和レッドダイヤモンズ・アマチュア発足時には選手として登録（当時80歳）。
社業では1979年三菱自工常務、1983年副社長、1985年会長を務めた。
2008年1月30日、心不全のため死去、享年91。

## 監督成績
| 年度 | 所属 | クラブ | リーグ戦 | リーグ戦 | リーグ戦 | リーグ戦 | リーグ戦 | リーグ戦 | カップ戦 | カップ戦 |
| 年度 | 所属 | クラブ | 順位     | 試合     | 勝点     | 勝利     | 引分     | 敗戦     | リーグ杯 | 天皇杯   |
| ---- | ---- | ------ | -------- | -------- | -------- | -------- | -------- | -------- | -------- | -------- |
| 1965 | JSL  | 三菱   | 5位      | 14       | 9        | 4        | 1        | 9        | -        | 資格なし |

その他
- 全日本実業団サッカー選手権大会 準優勝（1959年）
- 全国都市対抗サッカー選手権大会 準優勝（1956年）